# Asterella khasiana
Asterella khasiana là một loài rêu trong họ Aytoniaceae. Loài này được Griff. Grolle mô tả khoa học đầu tiên năm 1966.